# Pietro Metastasio

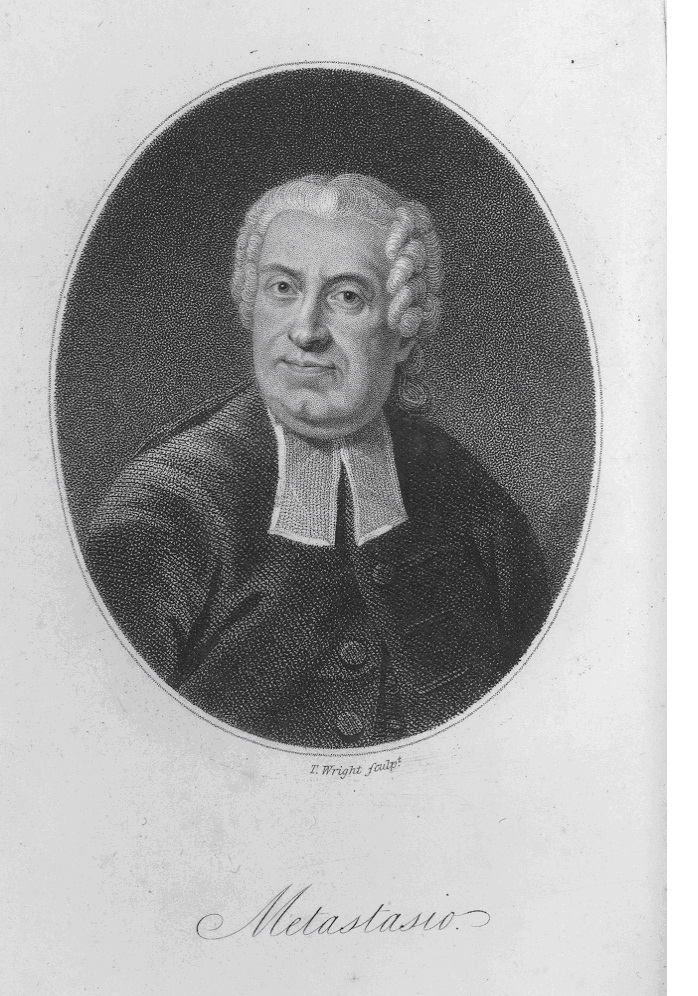
Pietro Metastasio

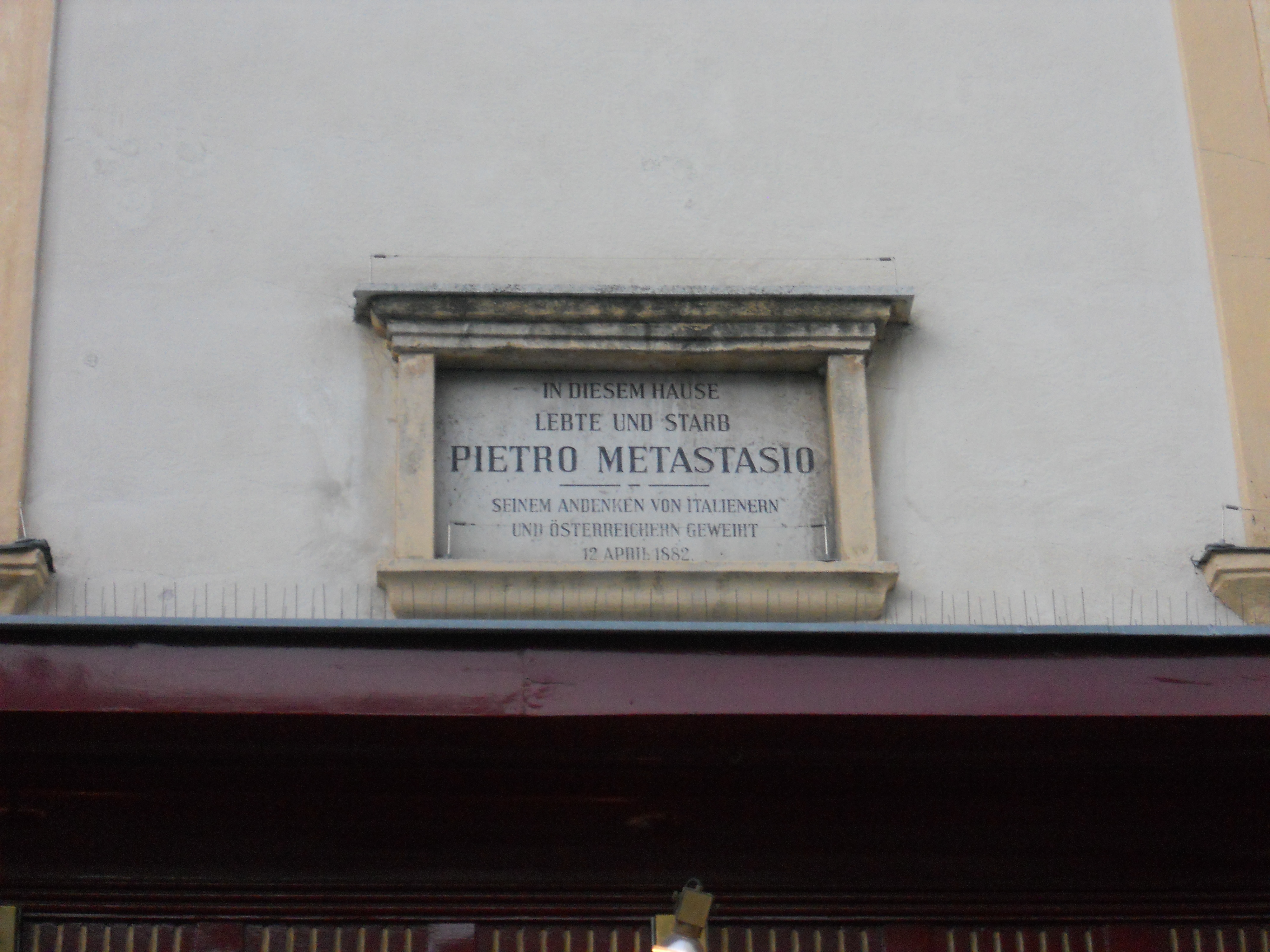
Pamětní deska na domě (Vídeň), v kterém žil a v kterém také zemřel.

Pietro Antonio Domenico Trapassi, známý jako Metastasio (13. ledna 1698, Řím – 12. dubna 1782, Vídeň), byl italský spisovatel, básník a operní libretista.

## Život
Pietro Metastasio, vlastním jménem Trapassi, se narodil v Římě v rodině nepříliš majetného obchodníka. Jeho kmotrem se stal kardinál Pietro Ottoboni, známý mecenáš umění a milovník hudby. Ten zajistil chlapci kvalitní vzdělání a záhy rozpoznal jeho mimořádný talent.
Dalším šťastným okamžikem bylo, že profesor na gymnáziu při římské univerzitě Sapienzia, Gian Vincenzo Gravina, se rozhodl chlapcův talent kultivovat a navrhl rodičům adopci. Asi od svých deseti let žil Pietro v domě svého pěstouna, který jej vyučoval řečtině, latině, dějinám a literatuře. Gravina byl mimo jiné zakladatelem literární společnosti známé jako Arkádie, která se velmi zasloužila o rozvoj italské literatury a umění vůbec.
První známou větší prací Metastasia byla tragédie Giustino. Při přípravě do tisku v roce 1716 přijal Trapassi pseudonym Metastasio, což je vlastně řecký překlad italského slova trapasso (přechod, přestup, metastáze). Dalším Pietrovým učitelem se stal kartuziánský filosof Gregorius Caloprese u kterého několik měsíců studoval v Kalábrii. Po návratu do Říma byl vysvěcen na jáhna (proto je občas titulován jako abbé).
V roce 1718 zemřel jeho pěstoun a přestože veškerý svůj majetek odkázal svému schovanci, musel se Pietro začít starat o zdroj obživy. To se ukázalo být nepříliš snadné. Pokoušel se získat zaměstnání v církevních institucích i na univerzitách, ale bez úspěchu. Důvodem bylo patrně to, že Gravina si svou veřejnou činností získal řadu nepřátel a pověst jansenisty a Metastasiovi nepomohlo ani jmenování členem Arkádie. Další nepříjemnou událostí byl neúspěch v lásce k Rosalii, dceři známého hudebního skladatele Gaspariniho.
Odešel do Neapole a přijal podřadné místo pomocníka v advokátní kanceláři. Nicméně toto ponížení netrvalo dlouho. Jeho básně si získaly velkou oblibu ve šlechtických kruzích a Metastasiovi se záhy podařilo proniknout i na habsburský dvůr Neapolského království.

### Marianna Benti Bulgarelli
Osudovým okamžikem se stalo setkání se slavnou sopranistkou Mariannou Benti Bulgarelli zvanou „La Romanina“. La Romanina účinkovala při uvedení Metasiových prvních serenád a přestože byla vdaná a o 12 let starší, velice si jej oblíbila a uvedla ho do hudební společnosti Neapole. Spřátelil se se skladatelem Nicolo Porporou i s tehdy začínajícím zpěvákem Farinellim a vstřebával do sebe ducha i formální a společenská pravidla operního divadla.
První velké Metastasiovo operní libreto zhudebnil v roce 1724 Domenico Sarro (Sarri). Byla to Didone abbandonata (Opuštěná Dido) a psal je přímo pro svou přítelkyni. Spíše než jako antická heroina, která musí volit mezi povinnostmi a city, je tu Dido zpodobněna jako zrazená žena bojující s osudem o svou lásku. Výstupy Dido, plné vášně, patří k nejživějším z celé opery, kterou právě Mariannina interpretace slavila obrovský úspěch.
Tato opera básníka proslavila, a tak přestal mít nouzi o objednávky. Psal libreta pro Neapol, Benátky i Řím a znovu se pokusil získat místo ve Vatikánu. Nakonec přijal nabídku rakouského (římskoněmeckého) císaře Karla VI. a v roce 1730 se stal dvorním císařským básníkem ve Vídni, kde nahradil již stárnoucího básníka Apostola Zeno. Patrně jej sám Zeno císaři navrhl jako svého nástupce. Nabídka přišla velmi vhod, neboť se v Neapoli zapletl do jakési milostné aféry a hrozil mu soud. Co však rozhodně neočekával bylo to, že Vídeň se stane jeho druhým domovem a do Itálie se již natrvalo nikdy nevrátí.

## Činnost

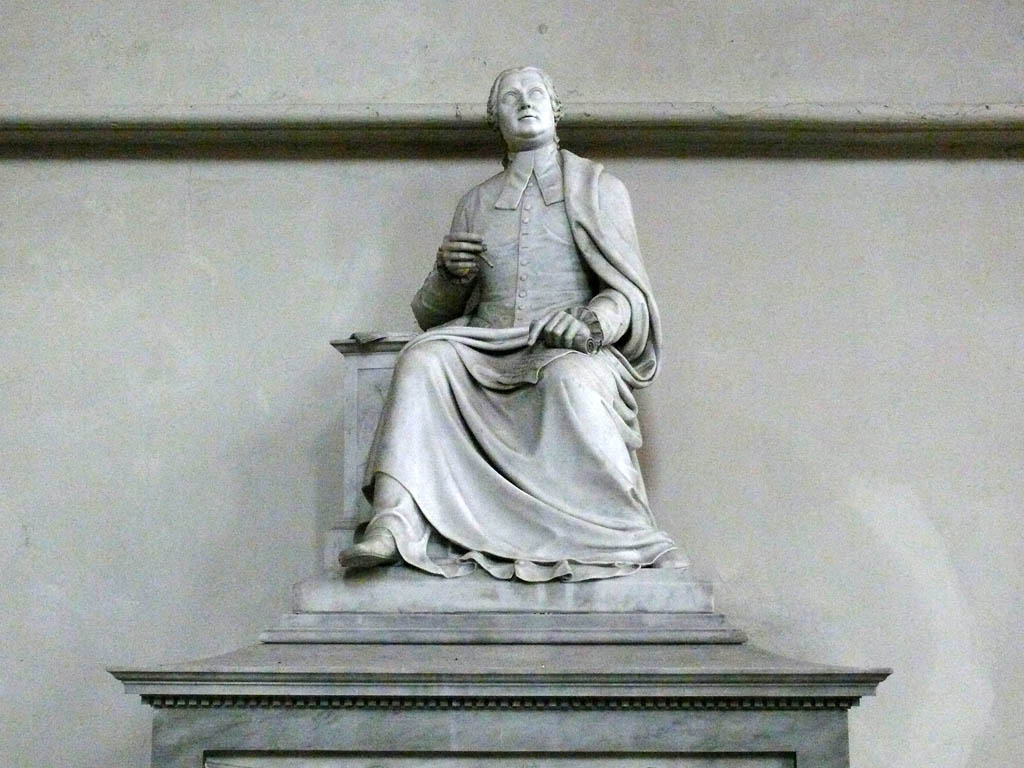
Náhrobek Pietra "Metastasia" ve vídeňské Minoritenkirche

Jeho prvním realizovaným libretem ve Vídni se stal Demetrio, které zhudebnil dvorní skladatel Antonio Caldara a setkal se velkým úspěchem. Dostalo se mu i patřičného finančního ohodnocení i nezbytných poct. Císař mu udělil titul „poeta cesareo“. Básníkovy povinnosti u vídeňského dvora nebyly příliš rozsáhlé. V průměru psal ročně jednu velkou a jednu menší operu, případně oratorium a kantátu, vše zpravidla v rámci pevně daných slavností dvorního kalendáře.
Po smrti Karla VI. za vlády Marie Terezie zájem o umění na vídeňském dvoře upadal. Svou roli v tom jistě hrál i permanentní válečný stav, ale i měnící se vkus doby. Korunní princ Josef II. měl spíše zájem o komickou operu a přivedl do Vídně francouzské umělce. Metastasio v té době psal pro vídeňský dvůr spíše drobnější kantáty a galantní jednoaktovky. Nicméně obrovská básníkova popularita mimo hranice Rakouska nepoklesla, takže Metastasio kromě toho pracoval na revizích starších děl, která byla uváděna v celé Evropě, dokonce i v Brazílii. Obzvláště populární byl díky svému příteli Farinellimu ve Španělsku.
Poslední velké úspěchy slavil s dílem Il trionfo di Clelia (1762), které zhudebnil Johann Adolf Hasse k narození první dcery Josefa II. a Isabely Parmské a operou Romolo ed Ersilia (1765) k oslavě sňatku arcivévody Leopolda s Marií Luisou Bourbonskou, rovněž s Hasseho hudbou.
V té době bylo básníkovi již více než 70 let. Uchovával si duševní svěžest, ale umělecký vývoj již kráčel po jiných cestách. Nicméně byl stále uctíván jako žijící legenda a až do své smrti byl chován v hluboké úctě svých současníků a to nejen pro kvality umělecké, ale i obecně lidské.
Zemřel ve Vídni 12. dubna 1782 ve věku 84 let.

## Dílo
Jedním z hlavních důvodů obliby jeho děl mezi skladateli byla téměř příslovečná hudebnost jeho veršů, která souvisela s Metastasiovou silnou hudební představivostí. Metastasiův literární styl je dnes chápán jako jeden z charakteristických rysů austro-italského baroka, spojovaného především s obdobím vlády Karla VI.
Metastasio zanechal na 30 tříaktových oper, typu dramma per musica (např. Artaserse, Alessandro nell'Indie, Didone abbandonata a La clemenza di Tito) a více než 40 menších operních libret, dále 8 oratorií, četné kantáty, árie, dueta, celkem více než 150 děl. Kromě toho vydával sbírky básní, eseje a úvahy, nepočítaje rozsáhlou korespondenci s významnými lidmi celé Evropě, která sama o sobě je mimořádným literárním dílem.
Mezi lety 1720–1835 byly jeho texty zhudebněny více než 400 hudebními skladateli a byly uváděny v prakticky ve všech divadlech, chrámech a šlechtických salonech Evropy. Operní libreta byla často dávána i bez hudby jako činoherní drama. Již během básníkova života vycházela tiskem nejen jednotlivá díla, ale i ve formě souborného vydání.

## Významná operní libreta

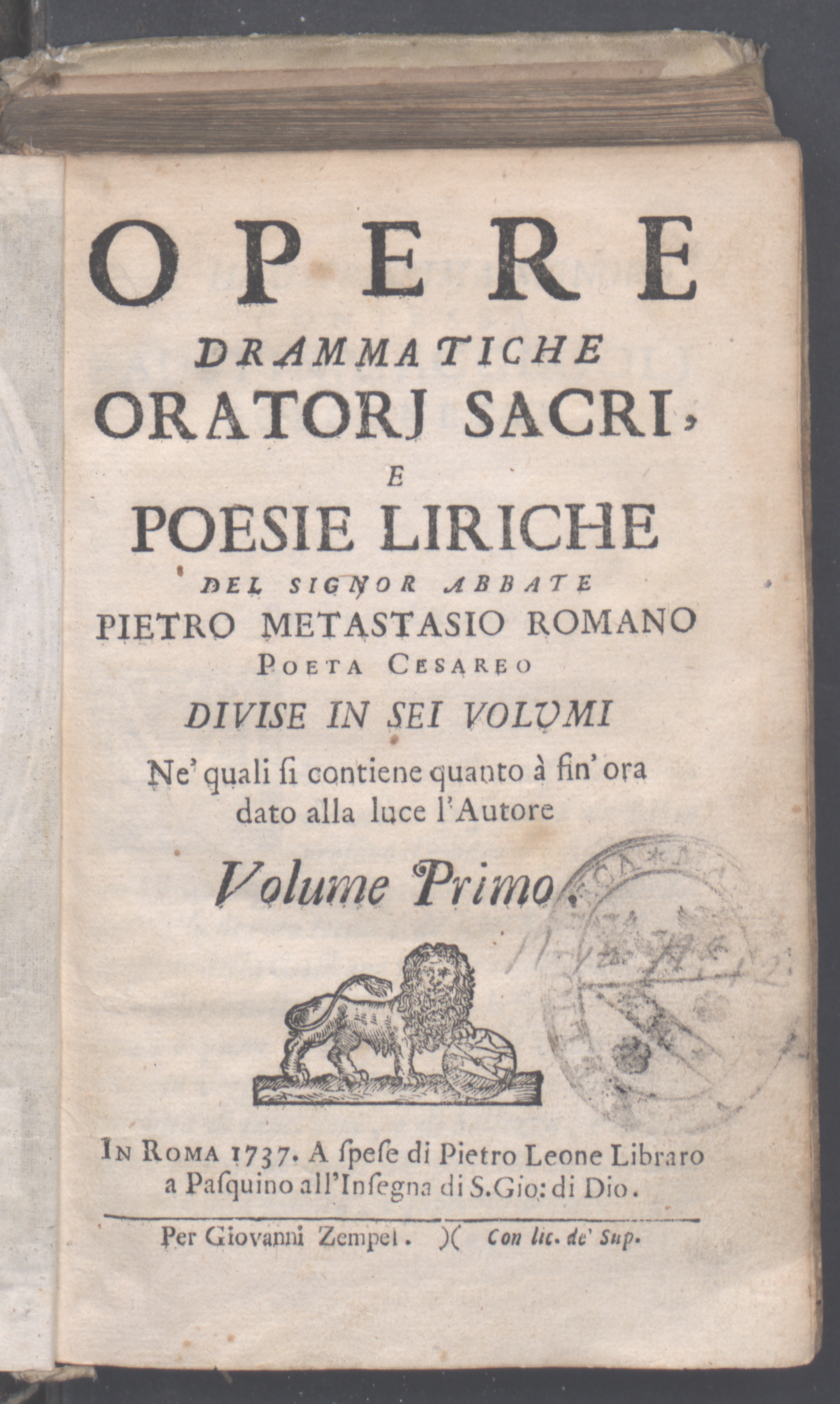
Opere, 1737

1. Achille in Sciro (1736), zhudebnil Leonardo Leo (1740), Johann Adolf Hasse (1759)
2. Adriano in Siria (1732), zhudebnil Johann Adolf Hasse (1737, prem. ve Vyškově)
3. Alessandro nell'Indie (1729), zhudebnil Leonardo Vinci (1729), Nicola Porpora (pod názvem Poro, 1731), Niccolò Jommelli (1744), Johann Adolf Hasse (jako Cleofide, 1759), Johann Christian Bach (1762?), Domenico Cimarosa (1781)
4. Antigono (1743), zhudebnil Johann Adolf Hasse (1743), Niccolò Jommelli (1746) Josef Mysliveček (1780)
5. Artaserse (1730), zhudebnil Leonardo Vinci (1730), Johann Adolf Hasse (1730), Leonardo Leo (?), Johann Christian Bach (1760), Josef Mysliveček (1774), Domenico Cimarosa (1784)
6. L’asilo d’Amore (1732)
7. Attilio Regolo (1740), zhudebnil Johann Adolf Hasse (1750), Niccolò Jommelli (1753)
8. Catone in Utica (1728), libreto zhudebnilo několik skladatelů, například Leonardo Vinci (1728), Leonardo Leo (1729), Johann Adolf Hasse (1731), Pietro Torri (1736), Antonio Vivaldi (1737), Giovanni Battista Ferrandini (1753), Niccolò Jommelli (1754) či Johann Christian Bach (1761).
9. Ciro riconosciuto (1736), zhudebnil Johann Adolf Hasse (1751)
10. La clemenza di Tito (1735), zhudebnil Leonardo Leo (1735), Niccolò Jommelli (1753), Johann Adolf Hasse (Tito Vespasiano, 1759), Josef Mysliveček (1774) W. A. Mozart (1791, v přepracování Caterina Mazzolà)
11. Demetrio (1731), zhudebnil Johann Adolf Hasse (1732), Josef Mysliveček (1773)
12. Demofoonte (1733), zhudebnil Leonardo Leo (1735), Niccolò Jommelli (1743), Johann Adolf Hasse (1748), Josef Mysliveček (1769)
13. Didone abbandonata (1724), zhudebnil Nicola Porpora (1724), Leonardo Vinci (1726), Johann Adolf Hasse (1742), Niccolò Jommelli (1747)
14. L'Endimione (1721)
15. L'eroe cinese (1752), zhudebnil Johann Adolf Hasse (1753)
16. Ezio (1728), zhudebnil Nicola Porpora (1728), Johann Adolf Hasse (1730), Niccolò Jommelli (1741) Josef Mysliveček (1775)
17. Impresario delle Canarie (intermezzo k opeře Didone abbandonata, 1724)
18. Ipermestra (1744), zhudebnil Johann Adolf Hasse (1744), Josef Mysliveček (1769)
19. L'isola disabitata (1753), zhudebnil Niccolò Jommelli (1760)
20. L’Issipile (1732), zhudebnil Francesco Feo (1733), Nicola Porpora (1733)
21. Nitteti (1756), zhudebnil Johann Adolf Hasse (1758), Niccolò Jommelli (1759) Josef Mysliveček (1770)
22. Olimpiade (1733), zhudebnil Leonardo Leo (1737), Johann Adolf Hasse (1756), Niccolò Jommelli (1761), Josef Mysliveček (1778), Domenico Cimarosa (1784)
23. Raccolta di opere
24. Il re pastore (1751), zhudebnil Johann Adolf Hasse (1755), Niccolò Jommelli (1764), W. A. Mozart (1775)
25. Romolo ed Ersilia (1765), zhudebnil Johann Adolf Hasse (1765), Josef Mysliveček (1773)
26. Ruggiero, zhudebnil Johann Adolf Hasse (1771)
27. Semiramide riconosciuta (1729), zhudebnil Leonardo Vinci (1729), Nicola Porpora (1729), Niccolò Jommelli (1741) Johann Adolf Hasse (1744), Niccolò Jommelli (1762), Josef Mysliveček (1766)
28. Siface re di Numidia (vyd. 1727), Francesco Feo (1723), Nicola Porpora (1725), Leonardo Leo (1737)
29. Siroe re di Persia (1726), zhudebnil Leonardo Vinci (1726), Nicola Porpora (1727), Johann Adolf Hasse (1763)
30. Il sogno di Scipione
31. Temistocle (1736), zhudebnil Nicola Porpora (1743), Niccolò Jommelli (1757)
32. Il trionfo di Clelia (1762), zhudebnil Johann Adolf Hasse (1762), Josef Mysliveček (1767), Niccolò Jommelli (1774)
33. Zenobia (1740), zhudebnil Nicola Porpora (pod jm. Tiridate, 1740), Johann Adolf Hasse (1761)